# Designwerk Technologies
Die Designwerk Technologies AG ist ein Schweizer Unternehmen mit Sitz in Winterthur, das sich auf Elektromobilität spezialisiert hat. Es baut Nutzfahrzeuge zu batterieelektrischen Fahrzeugen um, entwickelt modulare Hochvolt-Batteriesysteme und mobile und stationäre Schnellladegeräte. Das Unternehmen wurde mehrfach ausgezeichnet, unter anderem mit dem Schweizer Energiepreis Watt d’Or 2020, dem Green Business Award 2021, dem Red Dot Design Award 2023 und dem Smarter E Award 2024.

## Geschichte
Designwerk wurde 2008 von Tobias Wülser gegründet. Im frühen Verlauf der Unternehmensgeschichte waren Frank Loacker (2009), Vivien Dettwiler (2016) und Adrian Melliger (2018) als Mitinhaber dazugestossen. Das Unternehmens entstand aus der Teilnahme an der 80-tägigen, vollelektrischen Weltumrundung mit dem selbst entwickelten Kabinenelektromotorrad Zerotracer, bei der ein Weltrekord aufgestellt wurde.
Zu den frühen Projekten zählte 2009 das dreirädrige Postzustellfahrzeug DXP, bei welchem Kyburz Switzerland unterstützt wurde, 2012 die Elektrifizierung der BMW Isetta und das Design einer Neuauflage als L7e Elektrofahrzeug, welches später als Microlino bekannt wurde.
In den Jahren 2013 bis 2015 wurden verschiedene Projekte vorangetrieben, unter anderem die Entwicklung des Juice Booster 2 in Zusammenarbeit mit Juice Technologies AG, die Entwicklung des ersten 18 Tonnen Elektro LKW für die E-Force AG und das erste eigene Produkt, das Mobile DC Schnellladegerät für Kunden wie Nissan, BMW, Mercedes-Benz und Volkswagen.
Im Jahr 2016 startete Designwerk ihr Projekt «Ökologisches und leises 26-Tonnen-Elektro-Wertstoff-Sammelfahrzeug», welches durch das Bundesamt für Energie gefördert und im Verlauf des Projektes zum Leuchtturmprojekt erweitert wurde und zu einer eigenen Produktlinie an Elektrolastkraftwagen, basierend auf Volvo und Daimler Chassis, führte. Die firmeneigenen Marken Designwerk, Futuricum, und Batteriewerk wurden 2019 in die Marke Designwerk mit einem neuen Logo zusammengeführt.
Im Jahr 2022 startete Designwerk ihr Projekt «Megawatt-Batterie-Ladesystem für schwere Nutzfahrzeuge», welches durch das Bundesamt für Energie gefördert wurde und zu den ersten beiden Schweizer Megawatt Ladepunkten bei Galliker Holding in Altishofen und bei Nationalstrassen Gebiet VI in Oberbüren führte. Im Jahr 2024 übernahm die Volvo Group die Aktien der Designwerk Technologies AG.

## Firmenstruktur, Standorte und Mitarbeiter

Designwerk Hauptsitz Winterthur

Designwerk Hochvolt Batterien

Der Hauptsitz von Designwerk befindet sich in Winterthur, Schweiz. Weitere Produktions- und Entwicklungsstandorte befinden sich in Seuzach, Sennhof, Reinach und Lottstetten (DE) (Stand 2024). Im Jahr 2024 beschäftigte das Unternehmen 205 Mitarbeitende. Der Hauptsitz ist seit der Gründung mehrmals umgezogen, vom Auenrain Winterthur nach Fehraltorf, über den Lagerplatz Winterthur zum Standort an der Wülflingerstrasse in Winterthur.

## Produkte

Designwerk Mobiles DC Schnellladegerät

Designwerk Megacharger bei Galliker in Altishofen

Designwerk bietet Dienstleistungen in den Bereichen Engineering, Industriedesign und Prototypenbau an.
Neben der Auftragsentwicklung hat Designwerk im Jahr 2013 angefangen, eigene Produkte zu entwickeln. Anfangs waren dies Mobile DC Schnellladegeräte und Hochvoltbatterien. Nach der Realisierung des Projekts der 26-Tonnen-Elektro-Wertstoff-Sammelfahrzeuge begann die Firma, weitere elektrische Nutzfahrzeuge auf Basis von Volvo und Mercedes Chassis zu entwickeln.
Neben den mobilen Schnellladegeräten begann das Unternehmen, stationäre batteriegepufferter Megawatt-Ladestationen herzustellen, die insbesondere für den Einsatz in der Nutzfahrzeugbranche konzipiert sind.
Die Batterieabteilung experimentierte anfangs mit NMC-Rundzellen und Prismatischen LFP-Zellen. 2015 hat man sich von der Verwendung von Einzelzellen verabschiedet und begonnen, mit Batteriemodul-Lieferanten zusammenzuarbeiten. Das Unternehmen stellte von da an modulare Hochvolt-Batteriesysteme für verschiedene Anwendungen in der Elektromobilität her und konzentrierte sich auf das Systemdesign und die Entwicklung des Kühl-, Sicherheit- und Batterie-Managements. Das Unternehmen erreichte im Jahr 2024 ein Produktionsjahresvolumen von 50 MWh.
Die Nutzfahrzeugabteilung erhält ihre Chassis ohne Diesel-Antriebsstrang direkt ab der Produktionslinie von Volvo und Mercedes und baut eigene elektrische Antriebstechnik ein. Der Antriebsstrang wird am gleichen Ort wie der Dieselmotor eingebaut und beinhaltet vier Asynchronmotoren mit Reduktionsgetriebe, Inverter, Nebenaggregaten, Ladegeräten und die Steuerungstechnik. Das Unternehmen produziert die Grundfahrzeuge, welche dann von Aufbauern zu Müllsammelfahrzeugen, Sattelzugmaschinen und Spezialfahrzeuge für Anwendungen wie die Kanal- und Straßenreinigung, Baulogistik und Autotransport ausgerüstet werden. In den Jahren 2022 bis 2024 hat das Unternehmen 193 elektrische Nutzfahrzeuge ausgeliefert.

## Auszeichnungen
Designwerk war Wegbereiter im Bereich Mobile DC Ladetechnik, insbesondere mit der SiC Leistungselektronik und übernimmt eine Vorreiterrolle bei den elektrischen Nutzfahrzeugen. Im Mai 2019 hat das Unternehmen ihre erste 40 Tonnen Sattelzugmaschine mit 450 kWh Batteriekapazität und im November 2022 ihren ersten LKW mit 1000 kWh Batteriekapazität ausgeliefert.
- Juni 2011: Weltrekord 80 Tagen um die Welt[5][6]
- August 2021: Reichweiten-Weltrekord mit einem E-LKW, der 1099 Kilometer ohne Zwischenladung zurücklegte.[7]
- Oktober 2023: Team Ladetechnik belegt mit dem Tesla M3 LR den 1. Platz an der ADAC e-Competition 24h Rennen[8]